# D4 엔터프라이즈
D4 엔터프라이즈(D4 Enterprise Co., Ltd.)는 일본의 비디오 게임 배급사이다. 오래된 게임을 윈도우로 재발매하는 디지털 플랫폼 프로젝트 에그(Project EGG)를 운영하고 있다. Wii 버추얼 콘솔을 통해 MSX 및 네오지오 게임들을 배급했다.

## 역사
D4 엔터프라이즈는 스즈키 나오토가 2004년 3월 3일 일본 도쿄 지요다구에 설립했다.

## EGGY
EGGY는 야후! 게임의 에뮬레이션 기반 게임 배포 서비스이다.

### EGGY 게임 목록
- 이스 I: 에인션트 이스 배니시드
- 이스 II: 에인션트 이스 배니시드 - 더 파이널 챕터
- 이스 III: 원더러스 프롬 이스
- 로맨시아
- 팝플 메일
- 드래곤 슬레이어: 영웅전설

## 같이 보기
- 네오지오
- 대한민국의 버추얼 콘솔 목록